# Emmanuel Boateng (calciatore 1996)
Emmanuel Okyere Boateng (Accra, 23 maggio 1996) è un calciatore ghanese, attaccante del Gaziantep.

## Caratteristiche tecniche
È una prima punta capace di adattarsi ad esterno.

## Carriera

### Club
Boateng viene promosso in prima squadra dal Rio Ave a partire dalla stagione 2014-2015.
Esordisce in Primeira Liga alla prima giornata, da titolare, nella partita vinta per 2-0 contro il Vitória Setúbal, mentre la prima rete arriva due giornate dopo, quando segna di testa al 90' la rete del 4-0 contro il Boavista.
Debutta nelle competizioni europee il 31 luglio, nell'andata dei preliminari di Europa League vinta 1-0 contro il Göteborg. L'esordio nella competizione vera e propria avviene invece il 18 settembre nella gara persa 3-0 contro la Dinamo Kiev.
Nell'agosto del 2022 torna ai portoghesi del Rio Ave

### Nazionale
Partecipa ai Mondiali Under-20 del 2015; il 5 giugno 2015 segna la sua prima rete nel torneo, nella partita vinta per 1-0 contro Panama; in seguito a questa vittoria, arrivata nella terza ed ultima giornata della fase a gironi, il Ghana vince il proprio girone.
Il 30 maggio 2018, all'età di 22 anni, esordisce con la maglia della Nazionale ghanese nell'amichevole contro il Giappone giocata a Yokohama, in cui realizza su calcio di rigore la rete del definitivo 2-0 in favore degli africani.

## Statistiche

### Presenze e reti nei club
Statistiche aggiornate al 15 dicembre 2024.
| Stagione             | Squadra              | Campionato           | Campionato | Campionato | Coppe nazionali | Coppe nazionali | Coppe nazionali | Coppe continentali | Coppe continentali | Coppe continentali | Altre coppe | Altre coppe | Altre coppe | Totale | Totale |
| Stagione             | Squadra              | Comp                 | Pres       | Reti       | Comp            | Pres            | Reti            | Comp               | Pres               | Reti               | Comp        | Pres        | Reti        | Pres   | Reti   |
| -------------------- | -------------------- | -------------------- | ---------- | ---------- | --------------- | --------------- | --------------- | ------------------ | ------------------ | ------------------ | ----------- | ----------- | ----------- | ------ | ------ |
| 2014-2015            | Rio Ave              | PL                   | 12         | 1          | CP+CdL          | 1+4             | 0+1             | UEL                | 9                  | 0                  | SP          | 1           | 0           | 27     | 2      |
| 2015-2016            | Moreirense           | PL                   | 27         | 2          | CP+CdL          | 1+3             | 0+1             | -                  | -                  | -                  | -           | -           | -           | 31     | 3      |
| 2016-2017            | Moreirense           | PL                   | 26         | 7          | CP+CdL          | 1+6             | 0+3             | -                  | -                  | -                  | -           | -           | -           | 33     | 10     |
| ago. 2017            | Moreirense           | PL                   | 2          | 0          | CP+CdL          | 0+1             | 0               | -                  | -                  | -                  | -           | -           | -           | 3      | 0      |
| Totale Moreirense    | Totale Moreirense    | Totale Moreirense    | 55         | 9          |                 | 12              | 4               |                    | -                  | -                  |             | -           | -           | 67     | 13     |
| ago. 2017-2018       | Levante              | PD                   | 25         | 6          | CR              | 4               | 1               | -                  | -                  | -                  | -           | -           | -           | 29     | 7      |
| 2018-feb. 2019       | Levante              | PD                   | 16         | 1          | CR              | 3               | 0               | -                  | -                  | -                  | -           | -           | -           | 19     | 1      |
| Totale Levante       | Totale Levante       | Totale Levante       | 41         | 7          |                 | 7               | 1               |                    | -                  | -                  |             | -           | -           | 48     | 8      |
| 2019                 | Dalian Pro           | CSL                  | 21         | 7          | CC              | 1               | 3               | -                  | -                  | -                  | -           | -           | -           | 22     | 10     |
| 2020                 | Dalian Pro           | CSL                  | 3+4        | 0+2        | CC              | 1               | 0               | -                  | -                  | -                  | -           | -           | -           | 8      | 2      |
| 2021                 | Dalian Pro           | CSL                  | 13         | 4          | CC              | 0               | 0               | -                  | -                  | -                  | -           | -           | -           | 13     | 4      |
| Totale Dalian Yifang | Totale Dalian Yifang | Totale Dalian Yifang | 41         | 13         |                 | 2               | 3               |                    | -                  | -                  |             | -           | -           | 43     | 16     |
| 2022-2023            | Rio Ave              | PL                   | 28         | 6          | CP+CdL          | 1+2             | 0               | -                  | -                  | -                  | -           | -           | -           | 31     | 6      |
| 2023-2024            | Rio Ave              | PL                   | 27         | 7          | CP+CdL          | 1+2             | 0               | -                  | -                  | -                  | -           | -           | -           | 30     | 7      |
| Totale Rio Ave       | Totale Rio Ave       | Totale Rio Ave       | 67         | 14         |                 | 11              | 1               |                    | -                  | -                  |             | -           | -           | 78     | 15     |
| ago. 2024-gen. 2025  | Al-Orobah            | SPL                  | 13         | 2          | KC              | 1               | 0               | -                  | -                  | -                  | -           | -           | -           | 14     | 2      |
| gen.-giu. 2025       | Gaziantep            | SL                   | 1          | 0          | TK              | 0               | 0               | -                  | -                  | -                  | -           | -           | -           | 1      | 0      |
| Totale carriera      | Totale carriera      | Totale carriera      | 218        | 45         |                 | 33              | 9               |                    | 9                  | 0                  |             | 1           | 0           | 261    | 54     |

### Cronologia presenze e reti in nazionale
| Cronologia completa delle presenze e delle reti in nazionale ― Ghana | Cronologia completa delle presenze e delle reti in nazionale ― Ghana | Cronologia completa delle presenze e delle reti in nazionale ― Ghana | Cronologia completa delle presenze e delle reti in nazionale ― Ghana | Cronologia completa delle presenze e delle reti in nazionale ― Ghana | Cronologia completa delle presenze e delle reti in nazionale ― Ghana | Cronologia completa delle presenze e delle reti in nazionale ― Ghana | Cronologia completa delle presenze e delle reti in nazionale ― Ghana |
| Data                                                                 | Città                                                                | In casa                                                              | Risultato                                                            | Ospiti                                                               | Competizione                                                         | Reti                                                                 | Note                                                                 |
| -------------------------------------------------------------------- | -------------------------------------------------------------------- | -------------------------------------------------------------------- | -------------------------------------------------------------------- | -------------------------------------------------------------------- | -------------------------------------------------------------------- | -------------------------------------------------------------------- | -------------------------------------------------------------------- |
| 30-5-2018                                                            | Yokohama                                                             | Giappone                                                             | 0 – 2                                                                | Ghana                                                                | Amichevole                                                           | 1                                                                    | 82’                                                                  |
| 7-6-2018                                                             | Reykjavík                                                            | Islanda                                                              | 2 – 2                                                                | Ghana                                                                | Amichevole                                                           | -                                                                    | 69’                                                                  |
| 18-11-2018                                                           | Addis Abeba                                                          | Etiopia                                                              | 0 – 2                                                                | Ghana                                                                | Qual. Coppa d'Africa 2019                                            | -                                                                    |                                                                      |
| 23-3-2019                                                            | Accra                                                                | Ghana                                                                | 1 – 0                                                                | Kenya                                                                | Qual. Coppa d'Africa 2019                                            | -                                                                    | 62’                                                                  |
| 14-11-2019                                                           | Cape Coast                                                           | Ghana                                                                | 2 – 0                                                                | Sudafrica                                                            | Qual. Coppa d'Africa 2021                                            | -                                                                    | 22’ 87’                                                              |
| 18-11-2019                                                           | São Tomé                                                             | São Tomé e Príncipe                                                  | 0 – 1                                                                | Ghana                                                                | Qual. Coppa d'Africa 2021                                            | -                                                                    | 65’                                                                  |
| 25-3-2021                                                            | Johannesburg                                                         | Sudafrica                                                            | 1 – 1                                                                | Ghana                                                                | Qual. Coppa d'Africa 2021                                            | -                                                                    | 89’                                                                  |
| Totale                                                               |                                                                      | Presenze                                                             | 7                                                                    |                                                                      | Reti                                                                 | 1                                                                    |                                                                      |

| Cronologia completa delle presenze e delle reti in nazionale ― Ghana under 20 | Cronologia completa delle presenze e delle reti in nazionale ― Ghana under 20 | Cronologia completa delle presenze e delle reti in nazionale ― Ghana under 20 | Cronologia completa delle presenze e delle reti in nazionale ― Ghana under 20 | Cronologia completa delle presenze e delle reti in nazionale ― Ghana under 20 | Cronologia completa delle presenze e delle reti in nazionale ― Ghana under 20 | Cronologia completa delle presenze e delle reti in nazionale ― Ghana under 20 | Cronologia completa delle presenze e delle reti in nazionale ― Ghana under 20 |
| Data                                                                          | Città                                                                         | In casa                                                                       | Risultato                                                                     | Ospiti                                                                        | Competizione                                                                  | Reti                                                                          | Note                                                                          |
| ----------------------------------------------------------------------------- | ----------------------------------------------------------------------------- | ----------------------------------------------------------------------------- | ----------------------------------------------------------------------------- | ----------------------------------------------------------------------------- | ----------------------------------------------------------------------------- | ----------------------------------------------------------------------------- | ----------------------------------------------------------------------------- |
| 20-5-2015                                                                     | ?                                                                             | Ghana under 20                                                                | 0 – 1                                                                         | Portogallo under 20                                                           | Amichevole                                                                    | -                                                                             | 15’ 43’                                                                       |
| 30-5-2015                                                                     | Wellington                                                                    | Ghana under 20                                                                | 1 – 1                                                                         | Austria under 20                                                              | Mondiali Under-20 2015 - Fase a gironi                                        | -                                                                             | 71’                                                                           |
| 5-6-2015                                                                      | Auckland                                                                      | Panama under 20                                                               | 0 – 1                                                                         | Ghana under 20                                                                | Mondiali Under-20 2015 - Fase a gironi                                        | 1                                                                             | 74’                                                                           |
| 10-6-2015                                                                     | Wellington                                                                    | Ghana under 20                                                                | 0 – 3                                                                         | Mali under 20                                                                 | Mondiali Under-20 2015 - Ottavi                                               | -                                                                             | 84’                                                                           |
| Totale                                                                        |                                                                               | Presenze                                                                      | 4                                                                             |                                                                               | Reti                                                                          | 1                                                                             |                                                                               |

## Palmarès

### Club

#### Competizioni nazionali
- Coppa di Lega portoghese: 1

Moreirense: 2016-2017